# En rigtig neger?
En rigtig neger? er en dokumentarfilm fra 2005 instrueret af Maria Roslev.

## Handling
Selvom han ved, at han ikke kan indhente fortiden, krydser Jacob alligevel grænser for at forstå, hvorfor hans danske mor har valgt, at han skulle vokse op uden kontakt til sin afrikanske far. 'En rigtig neger?' er en dokumentarfilm, der skildrer familierelationer på tværs af kulturer.